# Stazione di London Fields
La stazione di London Fields è una stazione ferroviaria situata nell’omonimo quartiere del borgo londinese di Hackney. La stazione sorge lungo la ferrovia della Valle del Lea 4 km a nord della stazione di Liverpool Street.

## Trasporti
Passano per la stazione i bus 26, 48, 55, 106, 236, 254, 277, 388, 394, D6 e i notturni N26, N55 e N253.
La stazione della metropolitana più vicina è quella di Haggerston.

## Galleria d'immagini

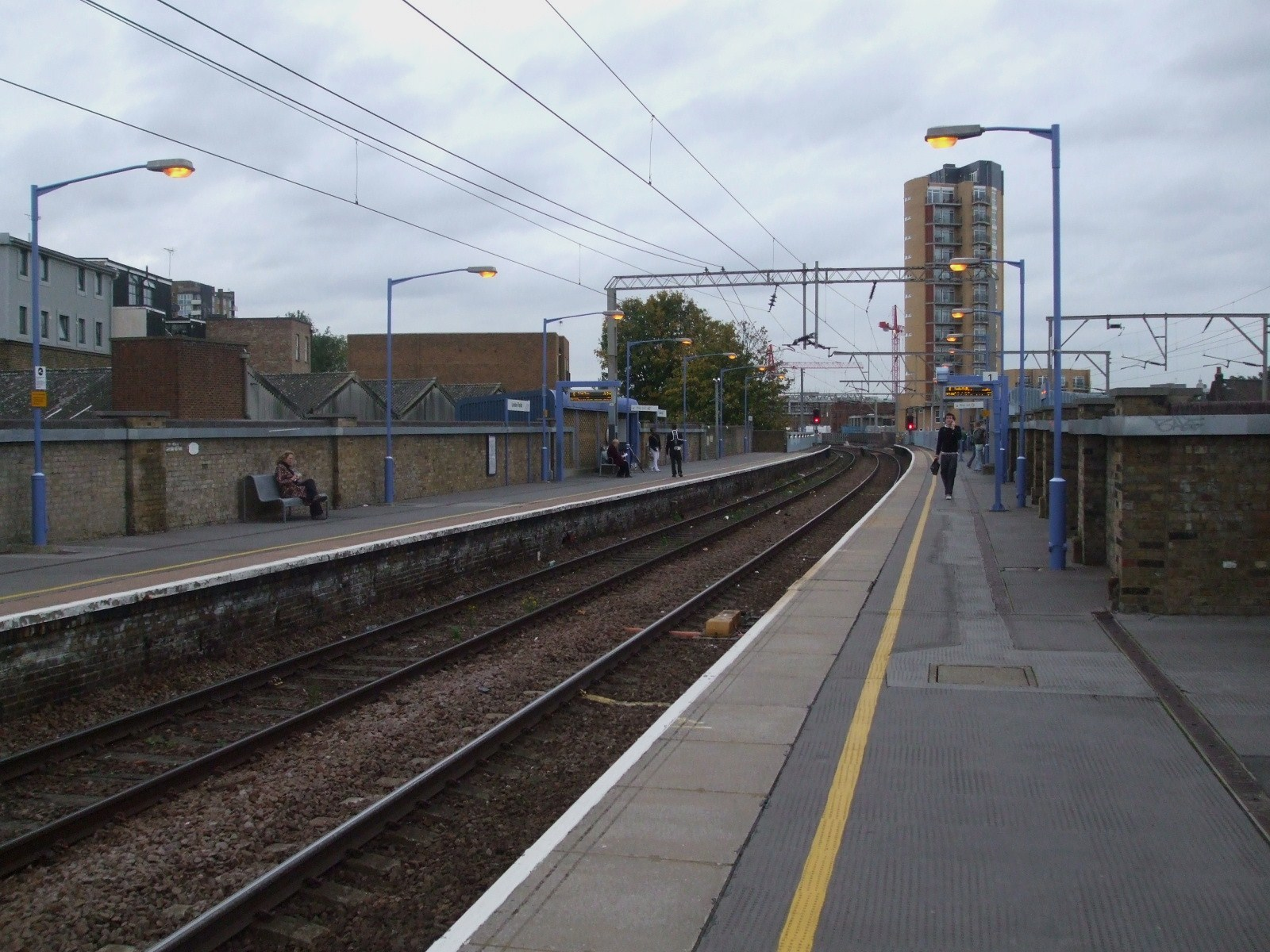
La stazione vista da nord
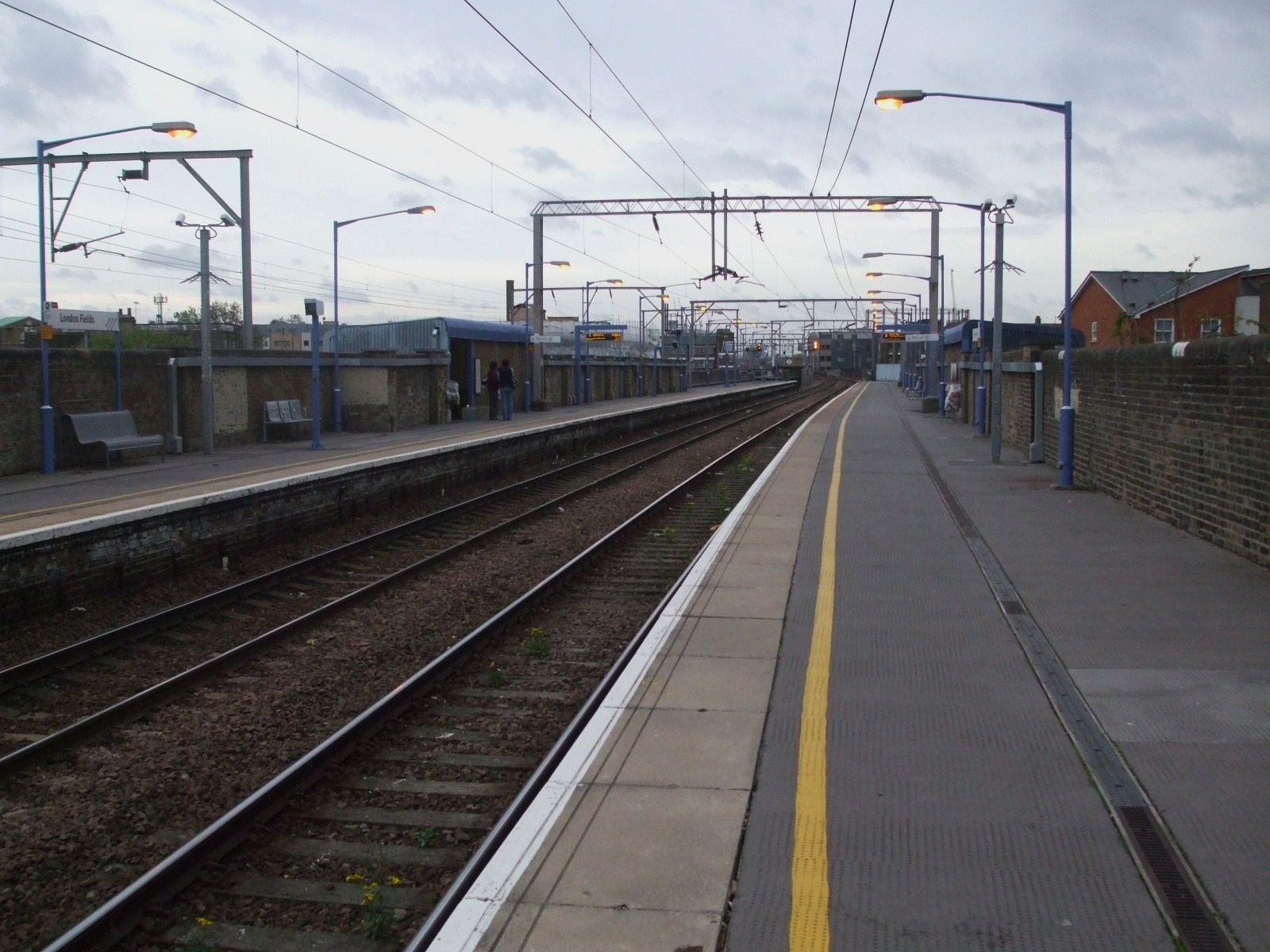
La stazione vista da sud
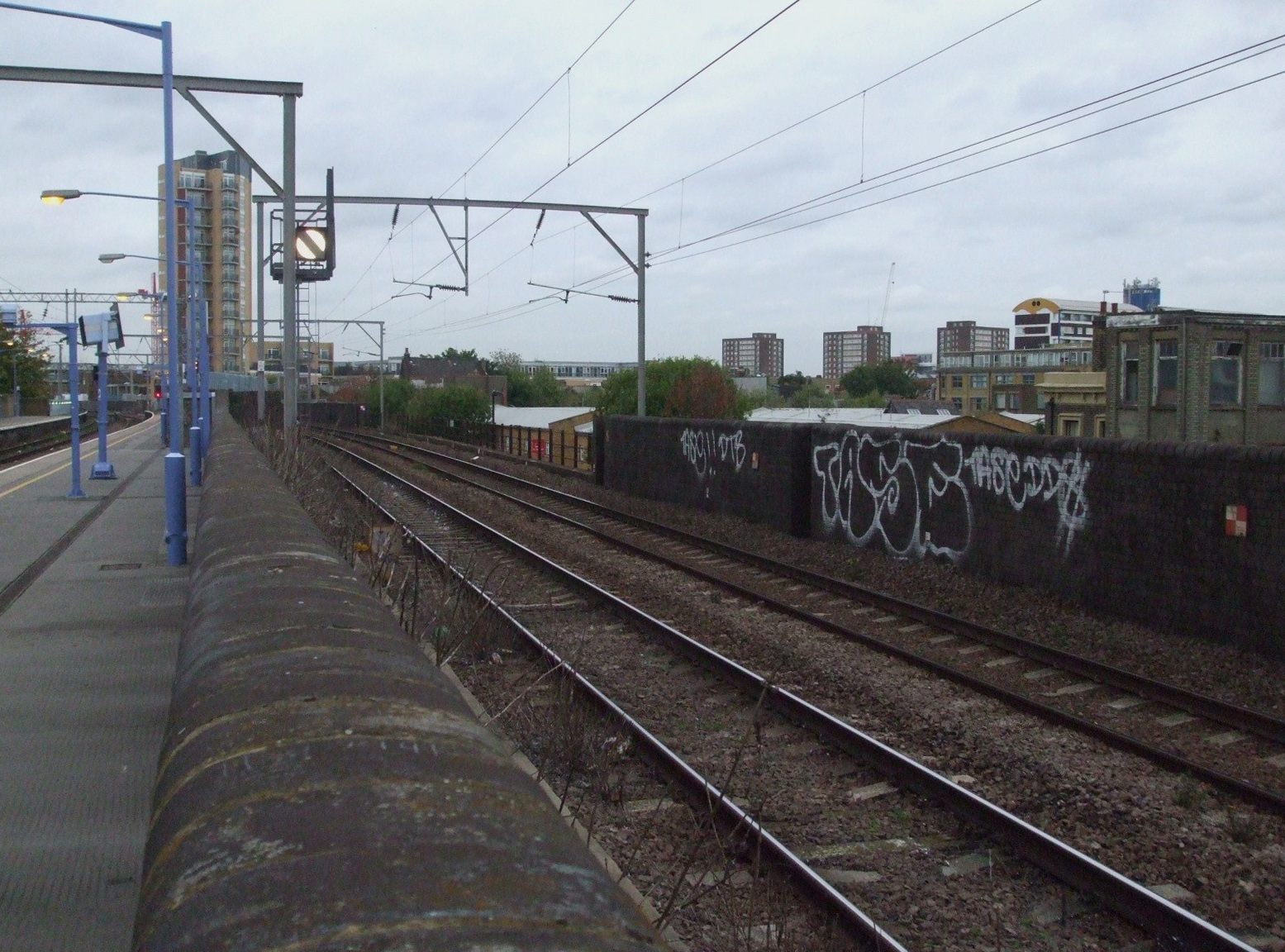
I binari che conducono alla stazione visti da nord
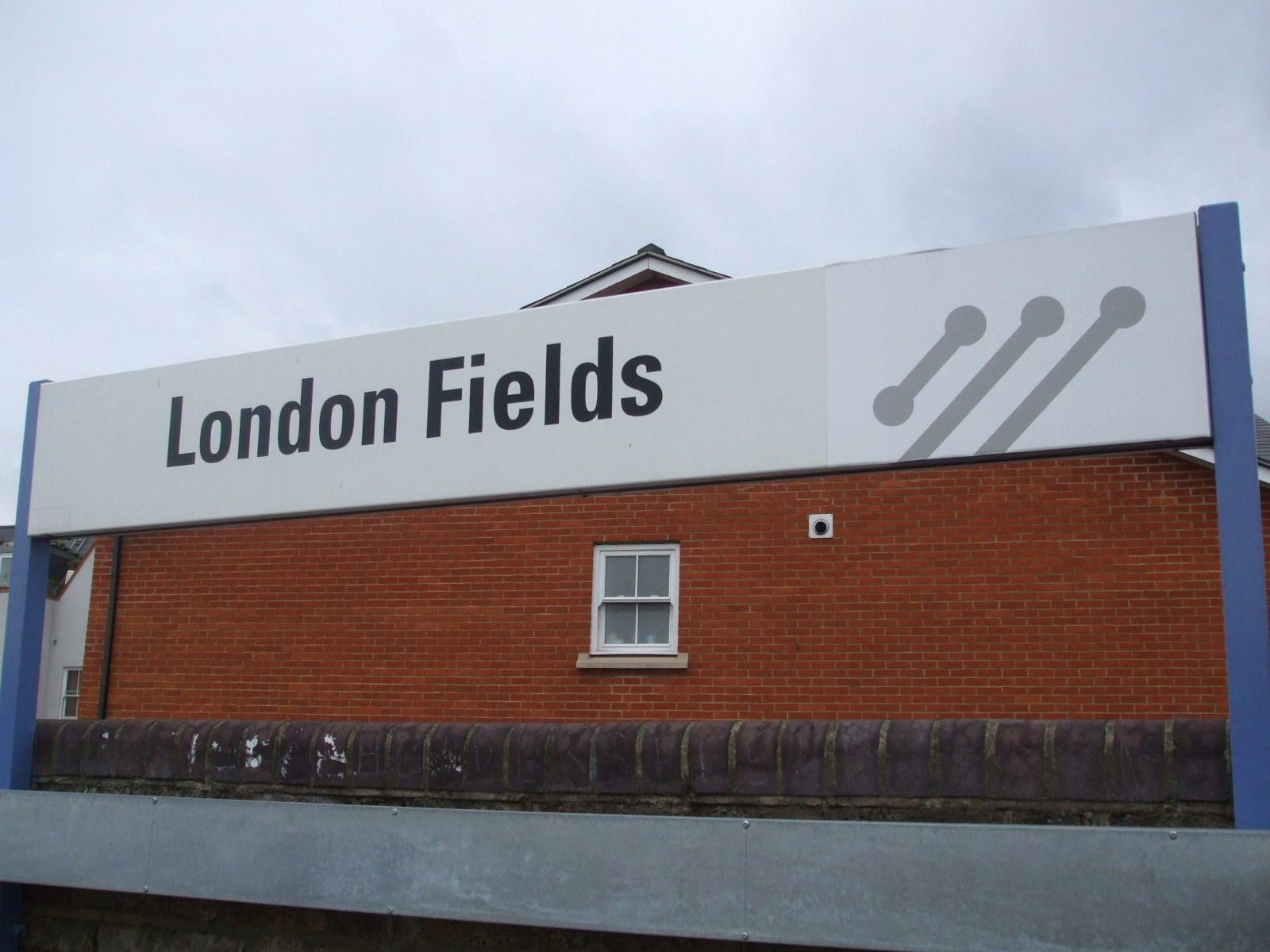
Il cartello della stazione, con il logo della National Express a destra.
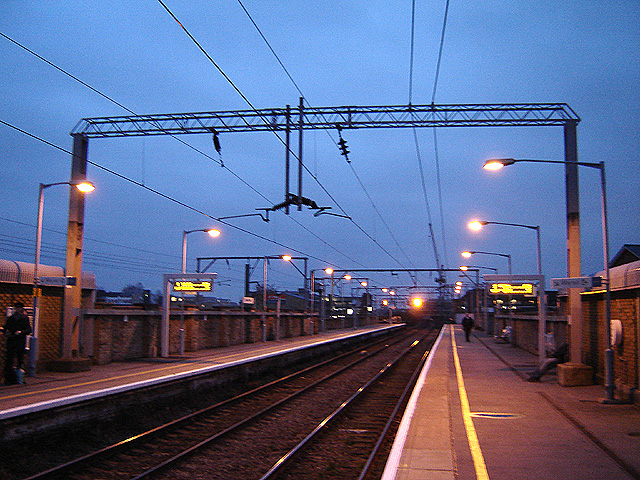
La stazione di sera.